# Orleanesia
Orleanesia es un género que tiene asignada nueve especies de orquídeas, originarias de Brasil. 

## Descripción
Son plantas epífitas que se caracterizan por tener un delgado tallo con hojas caducas desde mediados a lo más alto del mismo. Tienen una inflorescencia terminal con pocas o muchas flores de mediano tamaño. Los sépalos y pétalos están libres con una labio entero que está articulado a la base de la columna que es ventralmente cóncava con cuatro polinias.

## Distribución y hábitat
Son plantas epífitas que se desarrollan en Sudamérica principalmente en Brasil.

## Taxonomía
El género fue descrito por João Barbosa Rodrigues y publicado en Genera et Species Orchidearum Novarum 1: 63. 1877.
Etimología
Orleanesia: nombre genérico que fue nombrado en honor del príncipe brasileño Gaston d'Orleans.

## Especies deOrleanesia
- Orleanesia amazonica Barb.Rodr. (1877) - especie tipo
- Orleanesia cuneipetala Pabst (1955)
- Orleanesia ecuadorana Dodson (1997)
- Orleanesia maculata Garay (1956)
- Orleanesia mineirosensis Garay (1973)
- Orleanesia peruviana C.Schweinf. (1952)
- Orleanesia pleurostachys (Linden & Rchb.f.) Garay & Dunst. (1965)
- Orleanesia richteri Pabst (1964)
- Orleanesia yauaperyensis Barb.Rodr. (1891)